# Andreas Raseghi
Andreas F. Raseghi (* 20. April 1964 in Karlsruhe; † 29. Mai 2024) war ein deutscher Komponist und Essayist.

## Leben
Andreas Raseghi studierte an der Musikhochschule Karlsruhe bei Eugen Werner Velte und Wolfgang Rihm, ferner bei Luigi Nono und Morton Feldman. 1987 erhielt er bei den Donaueschinger Musiktagen mit seinem Kammerquartett für zwei Violinen, Viola und Violoncello große internationale Aufmerksamkeit in der Presse.
Er war als Komponist neuer Musik international erfolgreich und befasste sich mit mathematischen Studien und Computerarchitektur. Zudem war er Wirtschaftsberater in den Bereichen physikalische Höchstpräzisions-Messtechnik, Energietechnik und Robotics sowie in Forschungstätigkeiten der spektralen Signaltheorie engagiert. Raseghi war ein Jahrzehnt lang ehrenamtlich im Vorstand des Badischen Konservatoriums tätig.
In den 1990er Jahren wechselte er in die Jazz-Komposition. Die meisten dieser Werke sind bis zum heutigen Tage unaufgeführt und unveröffentlicht. Zuletzt war er als freier Arranger, Musikproduzent und DJ (DJ Le Candy) auf den Gebieten experimentelle Electronica und Deepsoul tätig. 2002 komponierte und produzierte er mit dem Pianisten Christoph Grund die Musik für das ARD-Hörspiel „Das Glasperlenspiel“ nach dem Roman von Hermann Hesse bei.

## Werke
- Erstes Buch der Farbtonstücke für Klavier (1979–1984)
- Kanal 1 für Tonband (1982)
- Trio unter dem Weinstock für Bratsche, Trompete, Klarinette (1982/83)
- Kammerquartett für zwei Violinen, Viola und Violoncello (1982–84)
- Psaltertape für Tonband (1984)
- American Refrigerator für Viola, Violoncello und Kontrabass (1986–88)
- Dylan Thomas Songbook für Stimme solo (1987–1991)
- Zweites Buch der Farbtonstücke für Klavier (1987–1993)

## Diskografie
- Farbtonstücke, Buch I & II, Christoph Grund, Klavier, Label: Wergo, Bestell-Nr.: WER 65332[2]
- Trio unter dem Weinstock, Ursula Plagge (Bratsche), Josemeh Adjei (Trompete), Pere Anguera (Klarinette), in: Velte und seine Schüler, Label: Antes (Bella Musica)
- Kammerquartett, in: 40 Jahre Donaueschinger Musiktage (4CDs), Label:Col Legno (Sony BMG)